# Christian Heinrich (Brandenburg-Kulmbach)
Christian Heinrich von Brandenburg-Kulmbach (* 29. Juli 1661 in Bayreuth; † 5. April 1708 in Weferlingen) war der Vater von zwei brandenburg-bayreuthischen Markgrafen und einer dänischen Königin, hat jedoch selbst nie als Landesherr regiert. Er stammte aus der von seinem Vater begründeten Kulmbacher Nebenlinie (des Kulmbach-Bayreuther Zweiges) der jüngeren Linie der fränkischen Hohenzollern.

## Leben

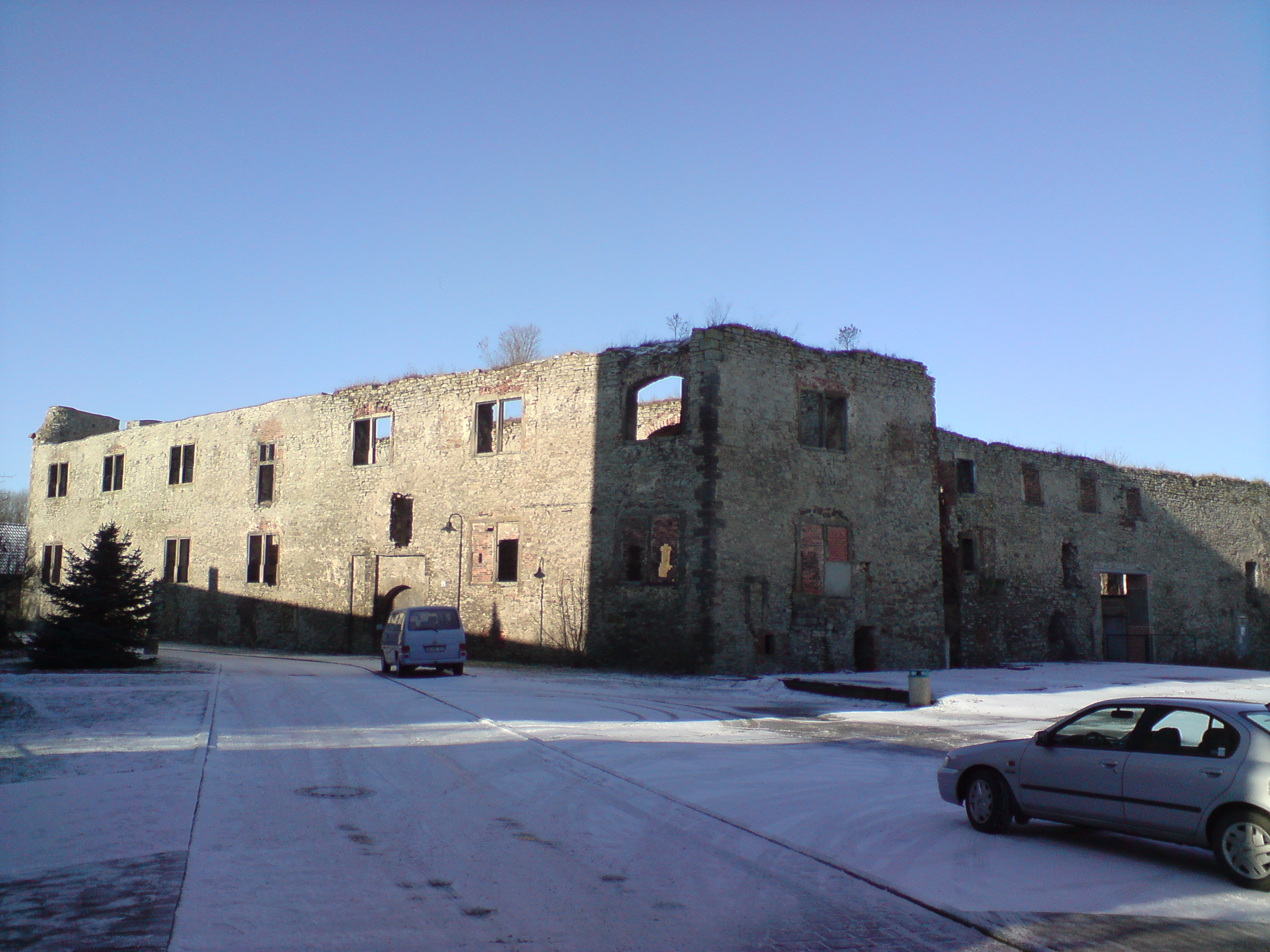
Ruine Weferlingen

Christian Heinrich war der zweite Sohn von Georg Albrecht (1619–1666) und entstammte dessen Ehe mit dessen erster Frau Maria Elisabeth von Schleswig-Holstein-Sonderburg-Glücksburg (1628–1664). Er war seit 1687 mit Sophie Christiane von Wolfstein (1667–1737) verheiratet, allerdings wurde diese Ehe vom markgräflichen Hof in Bayreuth als nicht standesgemäß abgelehnt. Ab 1694 wohnte er auf Einladung der brandenburg-ansbachischen Regierung mit seiner Familie auf der markgräflichen Burg in Schönberg bei Lauf, einer im Landgebiet der Reichsstadt Nürnberg gelegenen brandenburg-ansbachischen Exklave. Nur von einer bescheidenen Apanage lebend und völlig überschuldet, schloss er 1703 dort den Schönberger Vertrag ab. Damit verzichtete er zugunsten Preußens auf das ihm zustehende Erbfolgerecht in den fränkischen Besitzungen der Hohenzollern, den beiden Fürstentümern Brandenburg-Ansbach und Brandenburg-Bayreuth. Als Entschädigung übernahm der preußische König Friedrich I. in Preußen die standesgemäße Versorgung seiner Familie und wies ihm als neuen Wohnsitz Schloss Weferlingen bei Magdeburg zu. Im folgenden Jahr übersiedelte er mit seiner Familie dorthin, wo er vier Jahre später starb. Zunächst wurde er in der Domkirche zu Halberstadt bestattet. Auf Veranlassung seines Enkels Markgraf Friedrich wurde er am 30. Mai 1738 in die Fürstengruft Himmelkron übergeführt.
Nach seinem Tod betrieb sein ältester Sohn Georg Friedrich Karl die Aufhebung des Schönberger Vertrages, was ihm allerdings erst 1722 nach langen und schwierigen Auseinandersetzungen gelang. Dadurch konnte er 1726 doch noch die Herrschaft im Fürstentum Bayreuth antreten. Nachdem sein ältester Sohn Friedrich 1763 ohne männliche Nachkommen verstorben war, trat mit Friedrich Christian der jüngste Sohn von Christian Heinrich die Nachfolge im Fürstentum Bayreuth an.

## Nachkommen

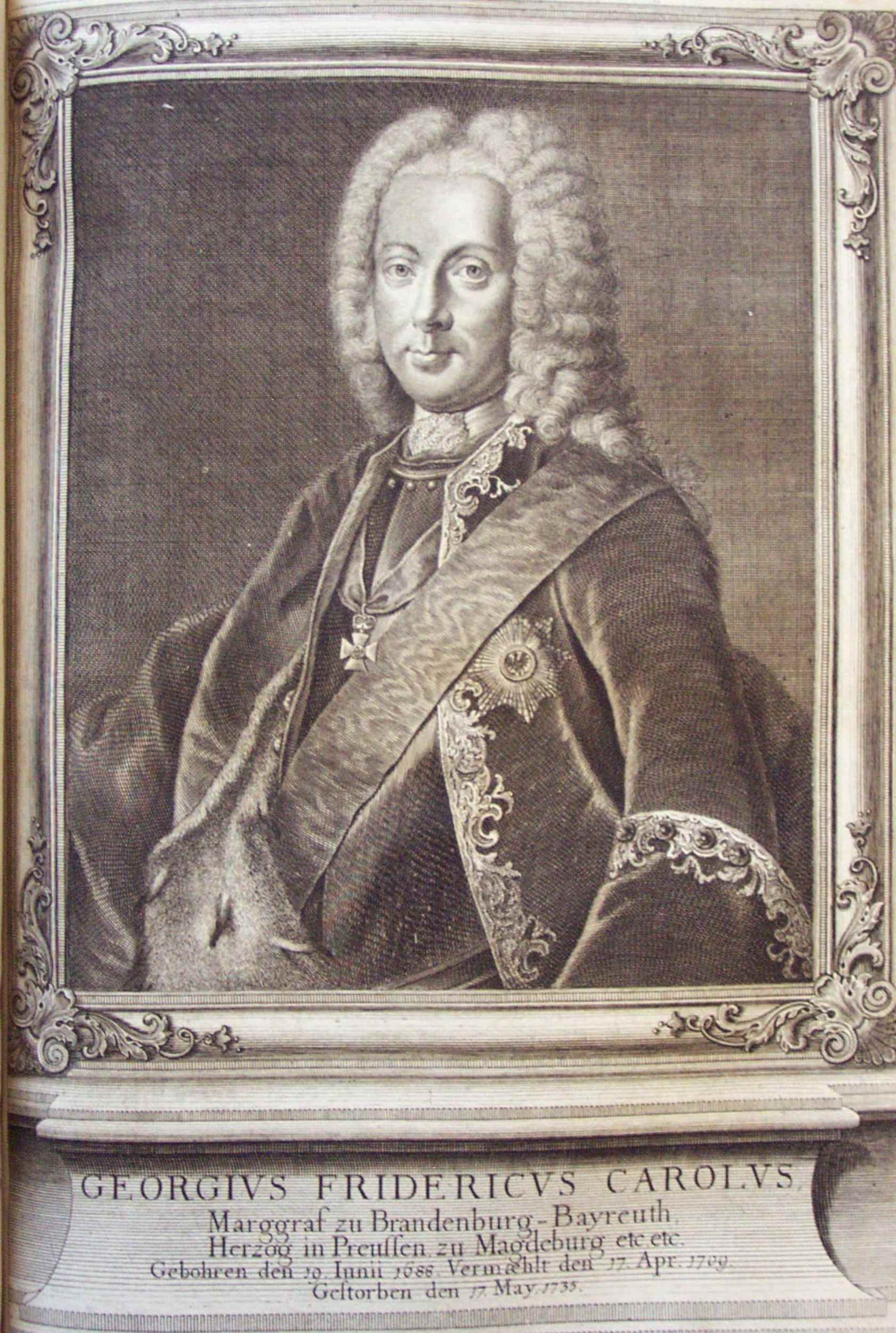
Sein ältester Sohn, Georg Friedrich Karl (1688–1735)

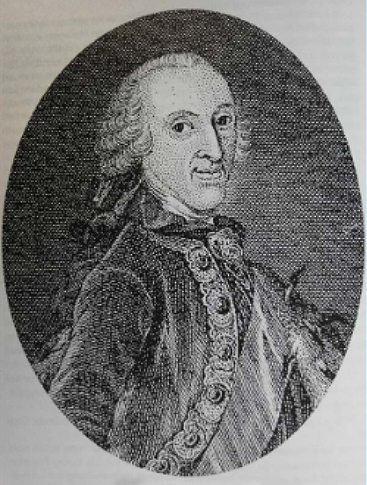
Sein jüngster Sohn, Friedrich Christian (1708–1769)

Aus seiner Ehe hatte Christian Heinrich folgende Kinder:
- Georg Friedrich Karl (1688–1735), Markgraf von Brandenburg-Bayreuth

⚭ 1709 (gesch. 1724) Prinzessin Dorothea von Schleswig-Holstein-Sonderburg-Beck (1685–1761)
- Albrecht Wolfgang (1689–1734), gefallen
- Dorothea Charlotte (1691–1712)

⚭ 1711 Graf Karl Ludwig von Hohenlohe-Weikersheim (1674–1756)
- Friedrich Emanuel (1692–1693)
- Christiane Henriette (1693–1695)
- Friedrich Wilhelm (*/† 1695)
- Christiane (1698–1698)
- Christian August (1699–1700)
- Sophie Magdalene (1700–1770)

⚭ 1721 König Christian VI. von Dänemark und Norwegen (1699–1746)
- Christine Wilhelmine (1702–1704)
- Friedrich Ernst (1703–1762), Statthalter der Herzogtümer Schleswig und Holstein

⚭ 1731 Prinzessin Christine Sophie von Braunschweig-Bevern (1717–1779)
- Marie Eleonore (1704–1705)
- Sophie Karoline (1707–1764)

⚭ 1723 Fürst Georg Albrecht von Ostfriesland (1690–1734)
- Friedrich Christian (1708–1769), Markgraf von Brandenburg-Bayreuth

⚭ 1732 (geschieden 1764) Prinzessin Viktoria Charlotte von Anhalt-Bernburg-Schaumburg-Hoym (1715–1792)